# Scott Carson
Scott Paul Carson (ur. 3 września 1985 w Whitehaven) – angielski piłkarz grający na pozycji bramkarza w angielskim klubie Manchester City.
Karierę rozpoczynał w amatorskim klubie Cleator Moor Celtic. W 2000 roku został zauważony przez skauta Leeds United, ale do szkółki tego klubu trafił dopiero dwa lata później. Już w październiku 2003, jako zawodnik drużyny rezerw Leeds, został powołany do reprezentacji Anglii do lat 21.
W 2005 hiszpański menedżer Liverpool F.C., Rafael Benítez, kupił Carsona do The Reds za około milion funtów. Carson stał się tym samym pierwszym angielskim piłkarzem ściągniętym przez Beniteza do Liverpoolu. W barwach tego klubu Carson zadebiutował 5 marca 2005 w przegranym meczu z Newcastle United.
W marcu 2006 przeszedł na zasadzie wypożyczenia do Sheffield Wednesday. Zagrał 9 meczów w barwach Sheffield i powrócił do Liverpoolu w maju tego samego roku. Mimo że ani razu nie zagrał w pierwszej reprezentacji Anglii (1 występ w kadrze B, 19 do lat 21), został powołany jako trzeci bramkarz na Mistrzostwa Świata w 2006 roku. Nie wystąpił w żadnym meczu turnieju. Jego kolejnym klubem był zespół Charlton Athletic F.C., w którym był podstawowym bramkarzem, jednak w 2007 roku spadł on z ligi. 10 sierpnia został wypożyczony do Aston Villi, która dodatkowo dopłaciła 2 miliony funtów. Zagrał w meczu Anglia-Chorwacja 2:3, przy pierwszej bramce dla Chorwatów strzelonej przez Kranjcara popełnił katastrofalny błąd i przez tę porażkę Anglia nie zagrała na EURO 2008.
W lipcu 2008 roku Carson podpisał czteroletni kontrakt z beniaminkiem Premiership, West Bromwich Albion. Klub ten zapłacił za niego 3,25 miliona funtów. W nowej drużynie zadebiutował 16 sierpnia w przegranym 1:0 ligowym spotkaniu z Arsenalem. 
Od 1 lipca 2011 był zawodnikiem występującego w tureckiej Süper Lig – Bursasporu.
Od sezonu 2013/2014 występował w Wigan Atletic. Następnie został piłkarzem Derby County skąd został wypożyczony do Manchesteru City, a w 2021 został wykupiony na stałe.